# Downah
Downah är en ort i Iran.   Den ligger i provinsen Khuzestan, i den centrala delen av landet, 600 km söder om huvudstaden Teheran. Downah ligger 16 meter över havet och antalet invånare är 559.
Terrängen runt Downah är platt åt sydväst, men åt nordost är den kuperad. Runt Downah är det ganska tätbefolkat, med 62 invånare per kvadratkilometer. Närmaste större samhälle är Omīdīyeh, 2,7 km sydost om Downah. Trakten runt Downah är ofruktbar med lite eller ingen växtlighet.